# Trompette
Pour les articles homonymes, voir Trompette (homonymie).
 (juin 2013).
Si vous disposez d'ouvrages ou d'articles de référence ou si vous connaissez des sites web de qualité traitant du thème abordé ici, merci de compléter l'article en donnant les références utiles à sa vérifiabilité et en les liant à la section « Notes et références ».
La trompette est un instrument de musique à vent de la famille des cuivres clairs. Elle est fabriquée dans un tube de 1,50 m de long comme le cornet. Le métal utilisé pour fabriquer la trompette est surtout le laiton (en moyenne 70 % de la trompette est fabriquée avec du laiton). Pour en jouer, on utilise souvent 3 pistons (parfois 4 dans la piccolo) ainsi que de l'air (colonne d'air).

## Histoire

### Antiquité

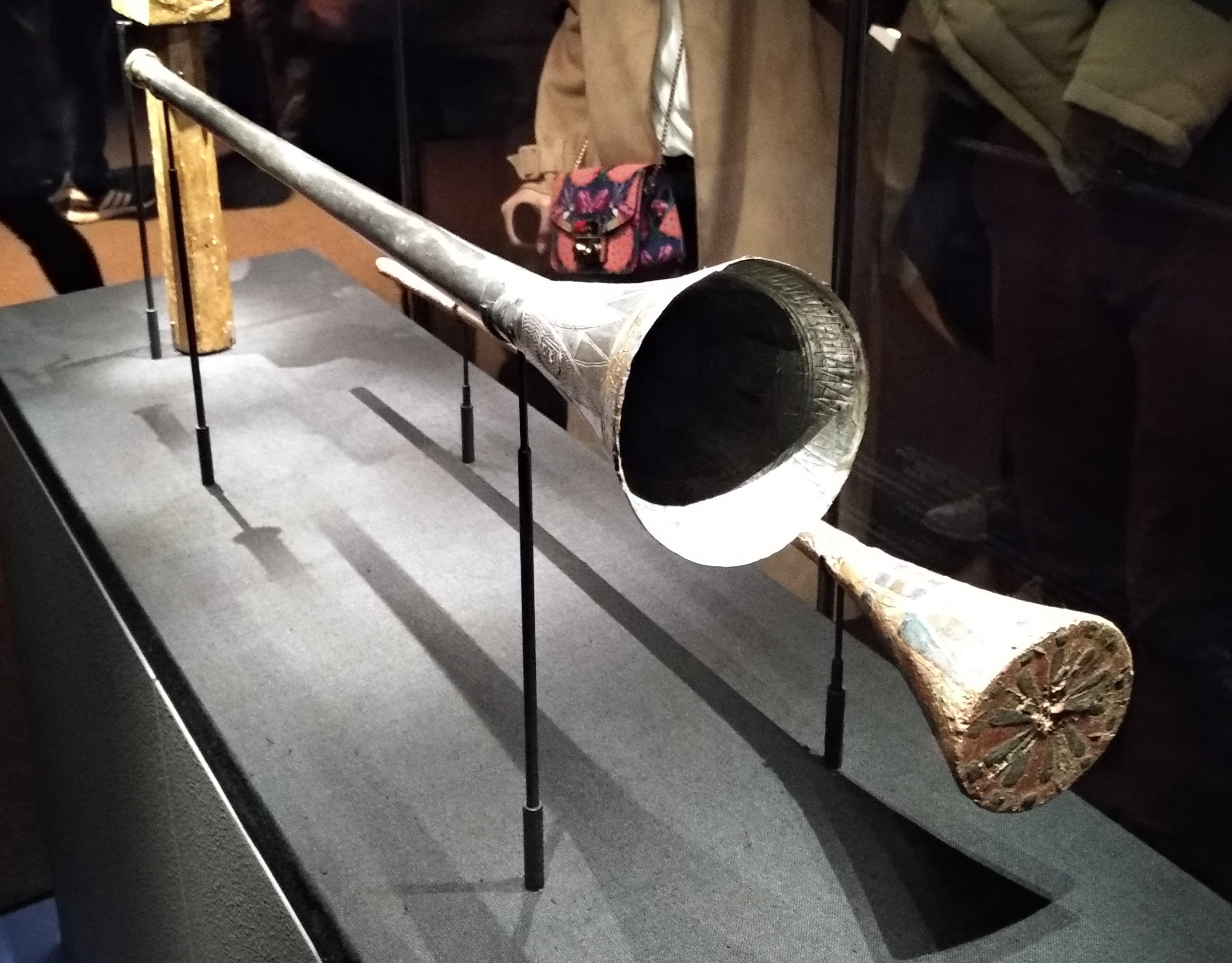
Trompette d'argent et plaqué or et sa sourdine en bois du tombeau de Toutânkhamon (1326-1336 av. J.-C.).

Deux trompettes ont été retrouvées dans le tombeau de Toutânkhamon (une en or et une en argent), ce qui semble indiquer l'origine très ancienne et peut-être égyptienne de cet instrument. En Grèce, la trompette alors appelée salpinx était considérée comme un instrument de guerre. On y trouvait trois épreuves : le son le plus fort (avec le plus de décibels), le son portant le plus loin, et le son le plus aigu. À Rome, on utilisait le cornu, le buccin (buccina) et le lituus. Les Celtes utilisaient le carnyx. Les Hébreux avaient également trois types de trompettes ou cors, le hazozerah, le chofar et le keren, ou du moins trois substantifs pour désigner cet instrument,.

### La trompette à la Renaissance
La trompette à la Renaissance ne comporte pas de piston. À cette époque, les Européens ont emprunté aux Arabes les mots de la « buisine » (« buysine », « buzine », « busine »...) ainsi que le nom de « trumpa ».

### La trompette auXVIIIesiècle
La crise de la trompette a duré soixante-cinq ans (1750-1815). D’une part, l’art du clarino avait atteint un sommet difficile à dépasser et, d’autre part, l’apparition de l’idéal bourgeois faisait incarner à la trompette un aspect héroïque démodé.
L’époque classique montre un brusque changement dans la fonction des trompettes. Après avoir rempli une fonction héroïque qui donne le ton sous forme mélodique, la trompette se fond maintenant dans les  tutti. Pour continuer à jouer son rôle héroïque, elle ne fait que couronner brièvement les crescendo. Elle doit s’adapter à la variété des tonalités, on voit donc apparaître des trompettes en fa, sol, si{\displaystyle \flat } ou la. Dans la musique classique, le registre du clarino ne monte plus aussi haut que dans le baroque : on monte rarement au-dessus du sol (« juste au-dessus de la portée »), parfois on rencontre un la ou un do mais très rarement.
Dès la fin du baroque, on a essayé de rendre la trompette chromatique car la plupart des notes à jouer se trouvent maintenant dans la troisième octave des partiels, les notes sont plus écartées donc les possibilités sont plus restreintes. Différentes techniques vont essayer de trouver une solution à ce problème.
Une des plus anciennes de ces techniques est le bouchage qui fut inventé en 1775, puis inutilisé à partir de 1840. L’idée vient du corniste Anton Joseph Hampel (de), qui en 1750 avait remarqué qu’en introduisant la main dans le pavillon, on pouvait faire baisser la note émise d’un demi, voire un ton complet. La technique n’a pas été mise en œuvre tout de suite sur les trompettes car leur forme ne permettait pas à l’instrumentiste de mettre sa main au niveau du pavillon. C’est en 1777 qu’un facteur « enroula » plus la trompette pour lui donner une forme de demi-lune. On bouchait le pavillon avec trois doigts de la main droite. Le bouchage influence cependant le timbre de la trompette. 
En France, David Buhl fut le plus éminent des trompettistes jouant avec ce procédé. Dans sa méthode, il distinguait la trompette d’ordonnance (instrument de cavalerie en mi{\displaystyle \flat }) et la trompette d’harmonie (instrument d’orchestre en sol). On pouvait mettre cette dernière dans des tons plus graves à l’aide de coulisses de rechange et on obtenait les demi-tons au-dessous d’une note donnée en bouchant le pavillon. Le gros défaut de cette technique est l’inégalité sonore entre les notes ouvertes et bouchées.
La deuxième technique est la trompette à clefs. Elle a les mêmes dates d’apparition et de disparition que le bouchage. L’idée commença, encore une fois, à être expérimentée sur le cor. La première trompette à clefs a été construite en 1777 mais ne connut aucun succès car le timbre caractéristique de la trompette disparaissait presque entièrement et était à mi-chemin entre la trompette et le hautbois. Indépendamment les uns des autres, plusieurs inventeurs firent différents essais dans le même sens. C’est en 1793 qu’un amateur nommé Nessman a mis au point une trompette à clefs qui gardait le timbre de la trompette et avec laquelle il pouvait monter une gamme chromatique. L’expérimentateur le plus heureux et en même temps le plus grand virtuose de la trompette à clefs fut A. Weidinger. D’ailleurs pour lui et sa trompette à clefs, Haydn, un de ses amis, composa son fameux concerto en mi bémol majeur, qui fait usage du registre du clarino et peut être joué avec seulement trois clefs, alors que celui de Hummel a un plus grand choix de notes graves et en nécessite une quatrième. Le gros défaut de cet instrument est le même que pour la trompette à boucher : l’inégalité entre les notes où certaines clefs sont ouvertes et ces mêmes notes lorsqu’elles sont toutes fermées.
La troisième technique a été utilisée surtout en Angleterre entre 1790 et 1885 : c’est la trompette à coulisse. Comme son nom l’indique, le moyen utilisé ici pour rendre la trompette chromatique est la coulisse. Cette coulisse, qui est en forme de U comme sur un trombone mais moins longue que sur celui-ci, est plus proche de l’instrument et comporte un mécanisme permettant de revenir à la position initiale. Elle était appréciée grâce à sa sonorité noble et naturelle mais c’était plus un instrument d’orchestre que de solo à cause notamment de sa raideur mécanique. La trompette à coulisse se construisait en fa mais comportait des coulisses pour l‘accorder dans des tons inférieurs. Elle a subsisté plus longtemps que la trompette à boucher et celle à clefs grâce à la forte personnalité des personnes qui la défendaient.

### La trompette auXIXesiècle

#### Piston

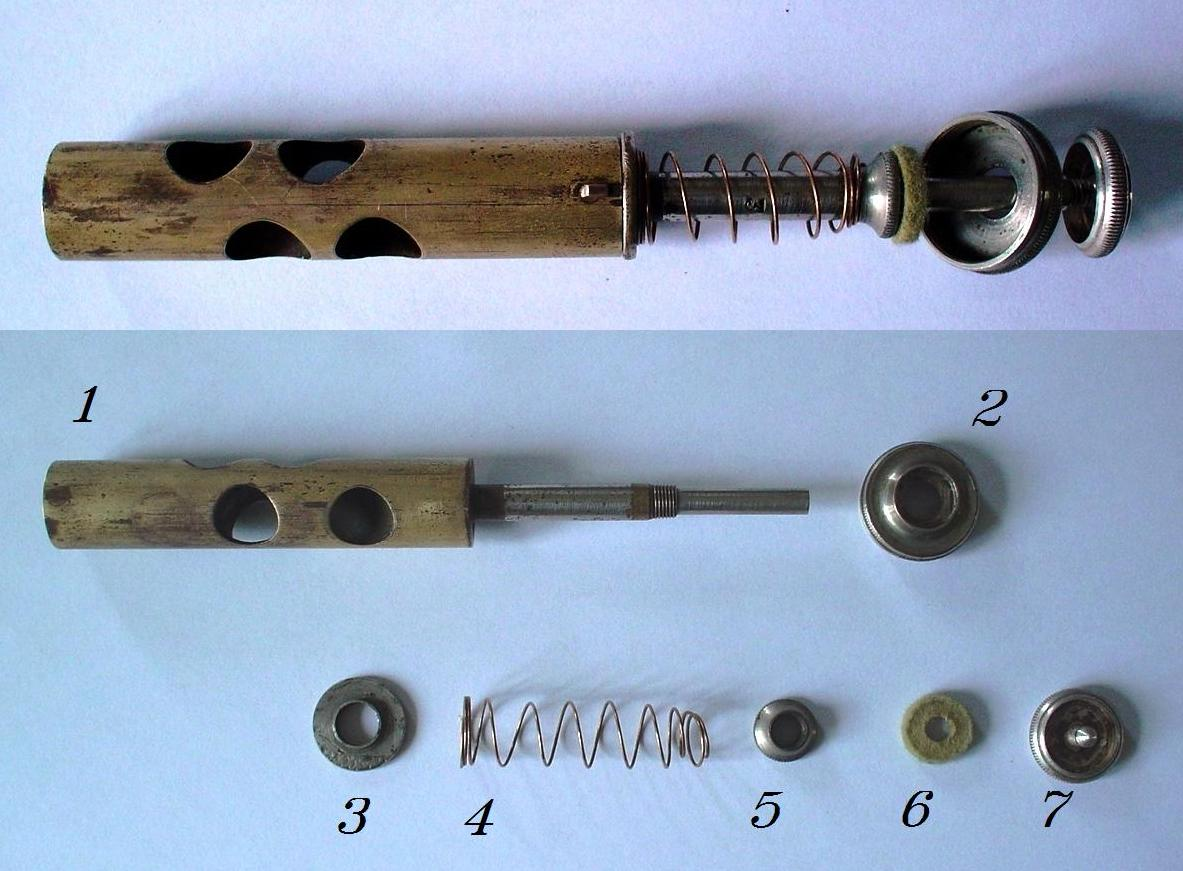
Détail d'un piston démonté.

La grande invention du XIXe siècle pour la trompette est le piston. C’est un des deux grands évènements de l’histoire de la trompette avec l’admission de la trompette dans la musique de concert vers 1600. Le piston a été inventé vers 1815 (mais des ébauches existaient dès 1788), il fut une réponse au vœu de faire devenir la trompette chromatique, dans le registre grave vers 1750. Le système de pistons avait tous les avantages des systèmes antérieurs de « chromatisation » sans aucun des inconvénients.
Le piston est un élément de l'instrument très fragile et une simple chute peut le dérégler. Les avantages sur les autres systèmes sont : l’instrument est entièrement chromatique et toutes les notes présentent le même timbre (peut-être pas au début, mais des perfectionnements le permirent très vite). Alors que la trompette à clefs raccourcissait le tube en provoquant des pertes de charge — des « fuites » —, la trompette à pistons comme la trompette à coulisse l’allonge.
Cependant on ne fait plus intervenir la physique en tirant sur une coulisse mais on agit mécaniquement sur un, deux, voire trois pistons, ce qui permet d'améliorer la dextérité. À la technique traditionnelle, vient maintenant s’ajouter un élément nouveau : l’habileté digitale. Alors que les trompettistes du baroque n’avaient que trois éléments à coordonner (lèvres, souffle et langue), ceux qui utilisèrent une trompette à pistons en avaient quatre : souffle, lèvres, langue et doigts.
La trompette à pistons s’imposa rapidement dans la musique militaire mais se heurta à des oppositions (surtout par conservatisme) dans le milieu symphonique. L'inconvénient majeur du piston, hormis sa fragilité résolue par l'usage de monel, un alliage résistant, est qu'une trompette à perce parfaitement cylindrique et à pistons ne peut pas être juste, pour des raisons physiques. La modulation de la perce de la branche d'embouchure et l'adaptation de la colonne d'air et — un peu — des lèvres permettent de corriger la justesse.

#### Chronologie sur les pistons
| Année | Avancée |
| ----- | --- |
| 1788  | Invention d’un mécanisme du genre piston par un Irlandais. Le texte de la demande de brevet n’est pas clair, l’idée n’a pas abouti.                                                                         |
| 1815  | Heinrich Stölzel joue, à Berlin, sur un cor muni de pistons. Mais on ne sait pas sous quelle forme se présentait le mécanisme.                                                                              |
| 1820  | Stölzel fait fabriquer avec Friedrich Blühmel une trompette munie de pistons à boîte, qui ont extérieurement une forme carrée.                                                                              |
| 1824  | Un Américain construit une trompette mécanisée. Son système est vraisemblablement composé de cylindres à rotation (ancêtre de la trompette à palettes). Il n'a pas eu l'occasion de répandre son invention. |
| 1827  | Blühmel tente d’obtenir un brevet pour un mécanisme à boîte tournante, mais n’y parvient pas. |
| 1830  | Invention du piston viennois par L. Uhlmann. |
| 1835  | Un piston court et épais permettant de ramener les trajets de l’air sur un seul plan est inventé. Piston Berlinois                                                                                          |
| 1839  | Le piston Périnet est inventé : c’est celui utilisé dans la plupart des pays aujourd’hui. |
| 1840  | Invention d’un système à plaques tournantes qui n’eut aucun succès. |

### La trompette d'aujourd'hui

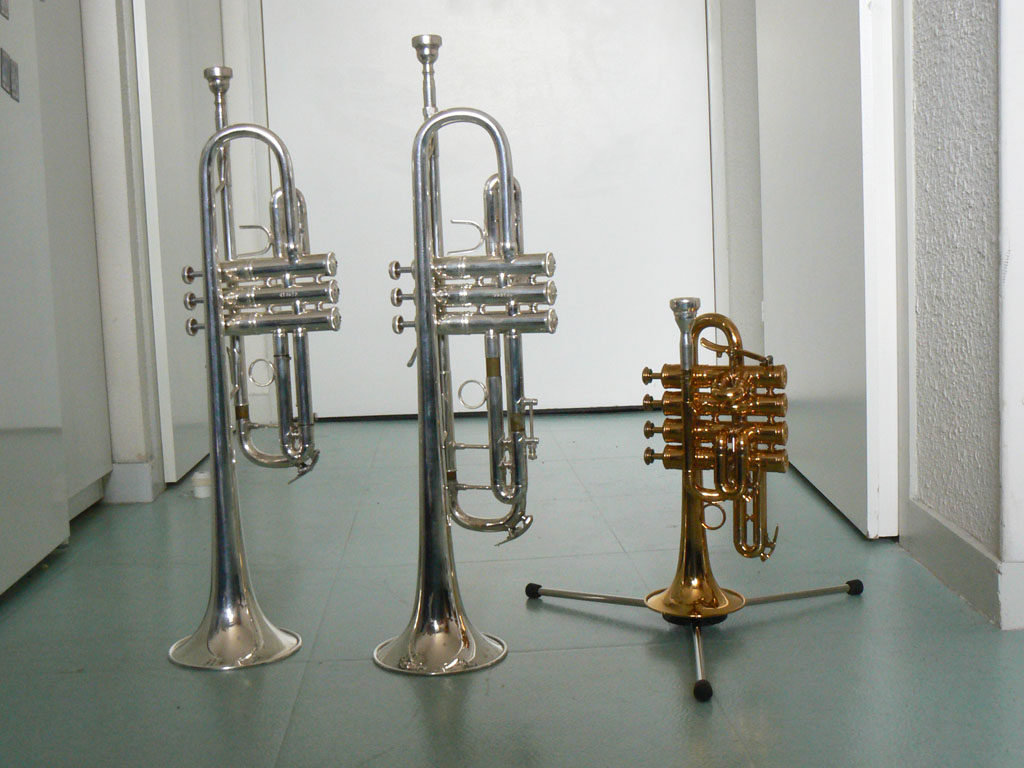
Trompettes les plus courantes dans les orchestres et ensembles de cuivres (do, si et piccolo).

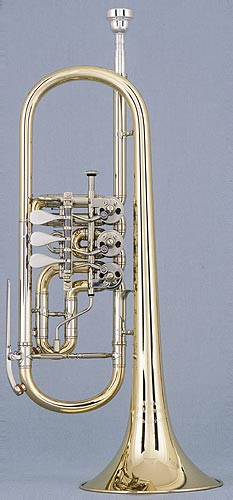
Trompette en ut à valves rotatives.

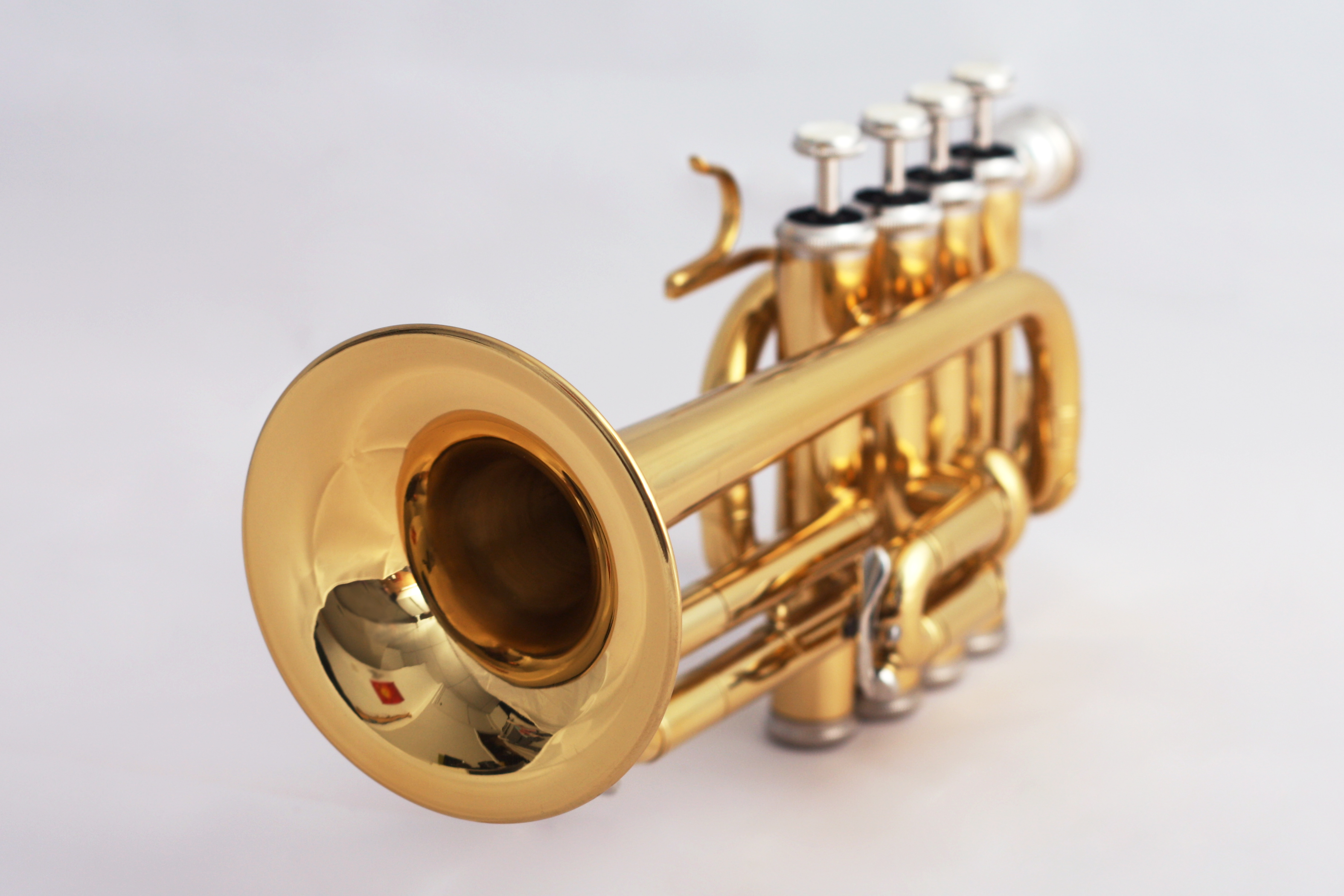
Pavillon d'une trompette piccolo.

La trompette à pistons (pistons de type Périnet) en si{\displaystyle \flat } — plus communément appelée trompette en si bémol — est celle qui est la plus utilisée aujourd’hui dans la plupart des pays. Mais la trompette à valves rotatives (appelée aussi « trompette à palettes ») est largement présente en Allemagne et en Europe de l'Est.
La trompette en ut est aussi beaucoup utilisée, en particulier en France, dans les orchestres symphoniques et pour certains concerti pour trompette. Elle existe aussi en version à pistons ou à valves rotatives.
À cause d’une attaque trop aléatoire avec une trompette normale en si{\displaystyle \flat }, certains instrumentistes utilisent la trompette piccolo pour jouer surtout des œuvres baroques dans lesquelles le registre aigu est souvent très utilisé (anciennement appelé clarino). La trompette piccolo ne monte pas plus haut que la trompette normale en si{\displaystyle \flat }, elle n'est pas plus facile à jouer dans le registre aigu, cependant les traits aigus sont plus stables. Elle existe en version à pistons ou à valves rotatives. La plupart du temps, elle est aussi en si{\displaystyle \flat } (qui peut être mise en la avec une coulisse additionnelle), parfois en ré.

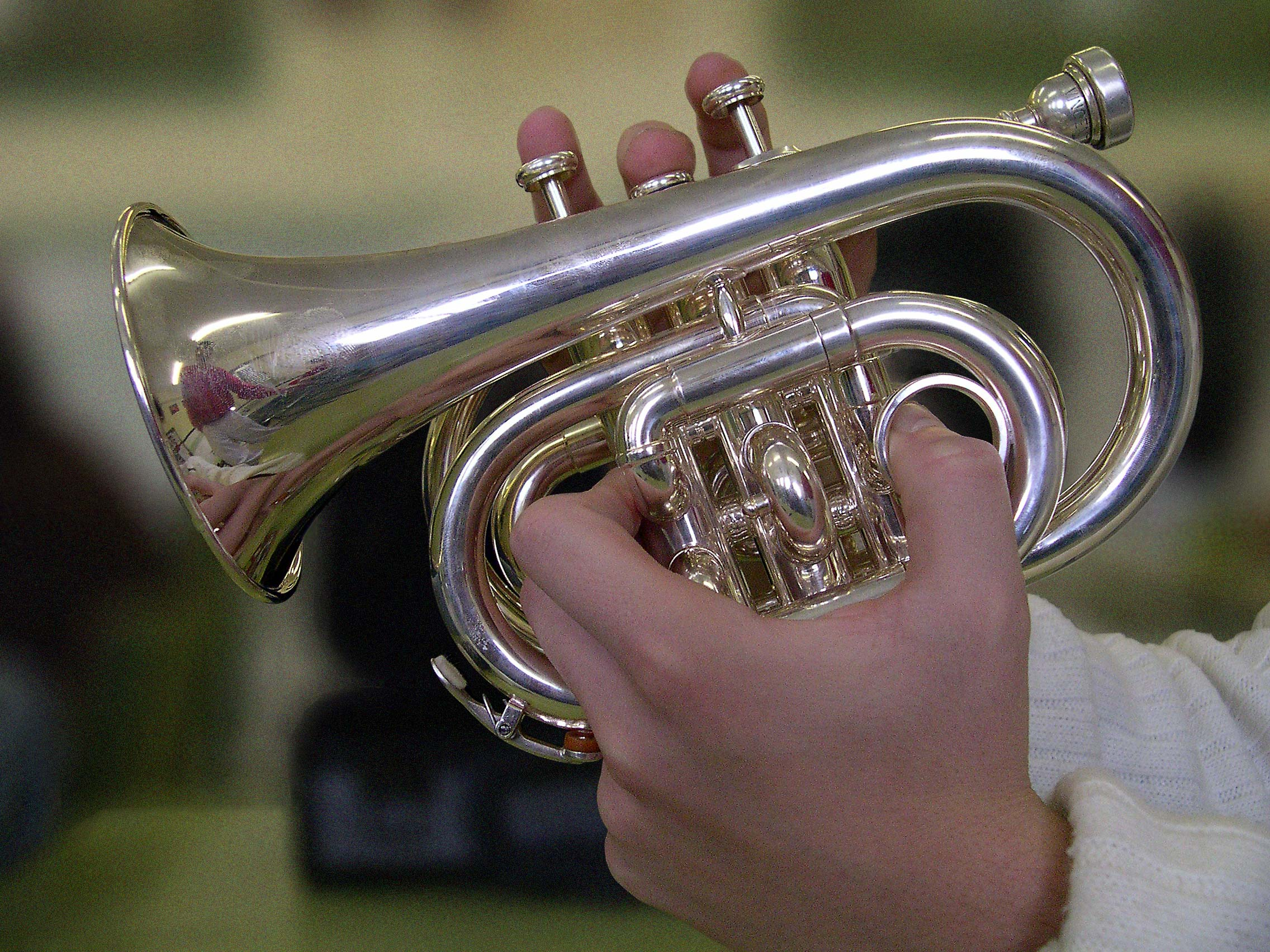
Trompette de poche (« pocket trumpet »).

La trompette de poche est surtout utilisée par les jeunes trompettistes débutants. Elle est choisie car sa petite taille est adaptée à celle des enfants et son poids est mieux réparti donc elle n’est pas déséquilibrée vers l’avant. Mais certains trompettistes professionnels l’utilisent.
Contrairement aux idées reçues, la trompette de poche a la même longueur de tube que la trompette normale, car celui-ci est simplement plus enroulé.
Il existe d’autres types de trompettes qui sont dans des accords différents, mais qui sont beaucoup moins utilisées que celles citées ci-dessus (trompette en sol, ré, mi{\displaystyle \flat }, fa ou trompette basse).

### Les sourdines

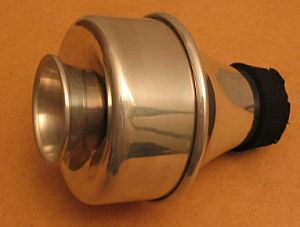
Sourdine.

La note et le volume de la trompette peuvent aussi être modifiés à l'aide d'une sourdine. Il en existe de nombreux types.
Les plus connues sont les sourdines sèche, bol, wah-wah, plunger ou harmon.

## Description

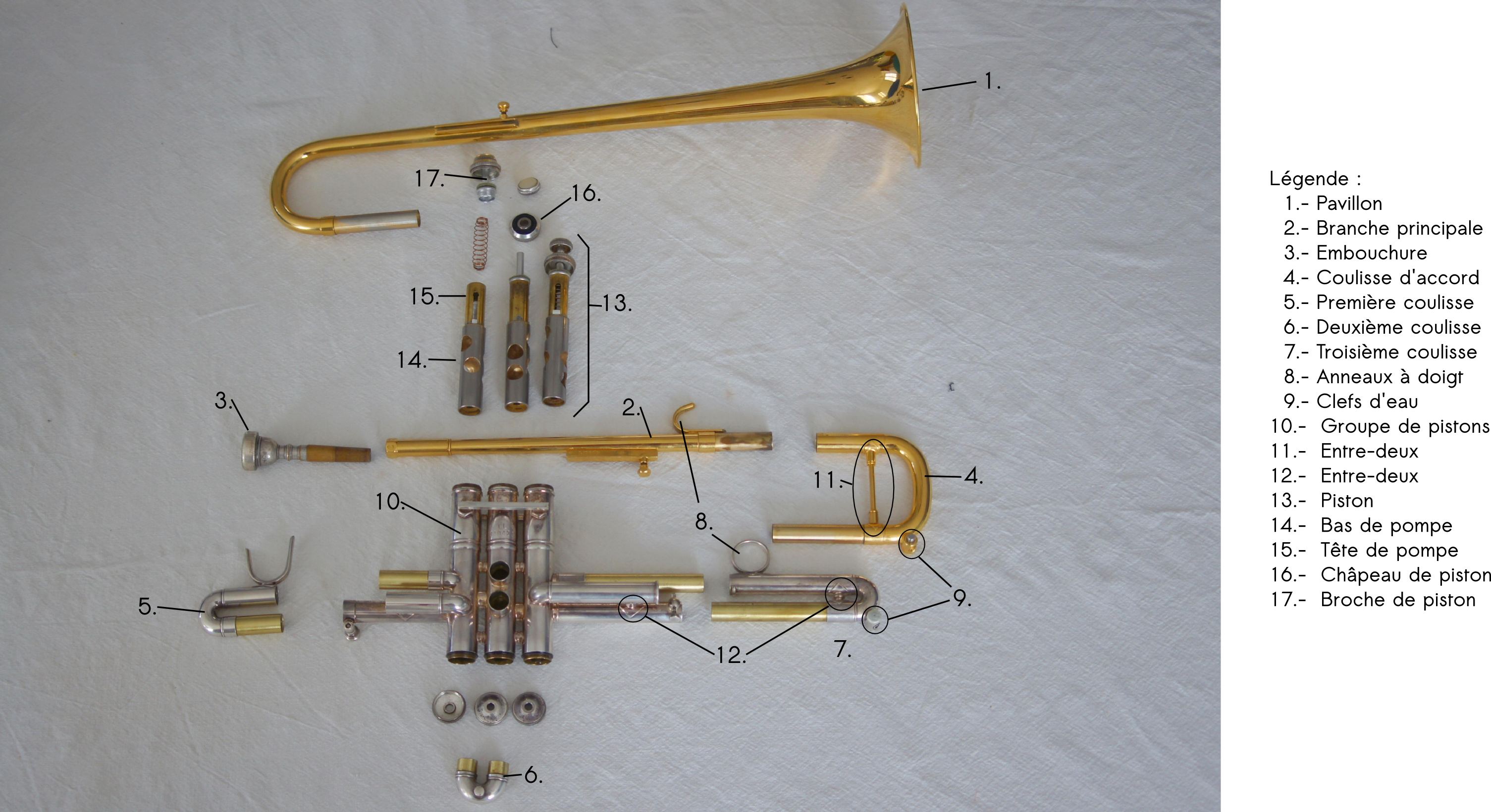
Nomenclature des différentes pièces composant la trompette moderne.

La trompette naturelle est fabriquée dans un tuyau de 1,50 m de long et constituée par l'embouchure, le tube (ou perce) et le pavillon. La perce est cylindrique, ce qui lui donne un son brillant, par comparaison au son plus doux de la famille des saxhorns. Cet instrument est encore employé dans la musique baroque sur des instruments anciens, et dans la musique militaire.
Dans la trompette à pistons, un mécanisme est ajouté qui permet d'accroître la longueur du tube, ce qui permet de jouer des notes plus graves et de combler ainsi les notes faisant défaut dans la série harmonique.
Le doigté est celui des instruments à pistons.
Le registre courant s'étend sur deux octaves et demie, du fa# grave au do au-dessus de la portée (contre-ut). Certaines pièces du répertoire classique dépassent cette tessiture (par exemple, le 2e concerto brandebourgeois de Jean-Sébastien Bach). Pour ces pièces les instrumentistes utilisent généralement la trompette piccolo. Il est à noter qu'en jazz, il n'est pas rare d'entendre des musiciens monter jusqu'au bi-contre-ut voire plus haut.
Les trompettes — sauf la trompette en ut — sont en général des instruments transpositeurs qui jouent des sons réels différents des notes écrites. Ainsi par exemple une trompette en si{\displaystyle \flat } joue un son réel qui est un ton plus bas que la note écrite.

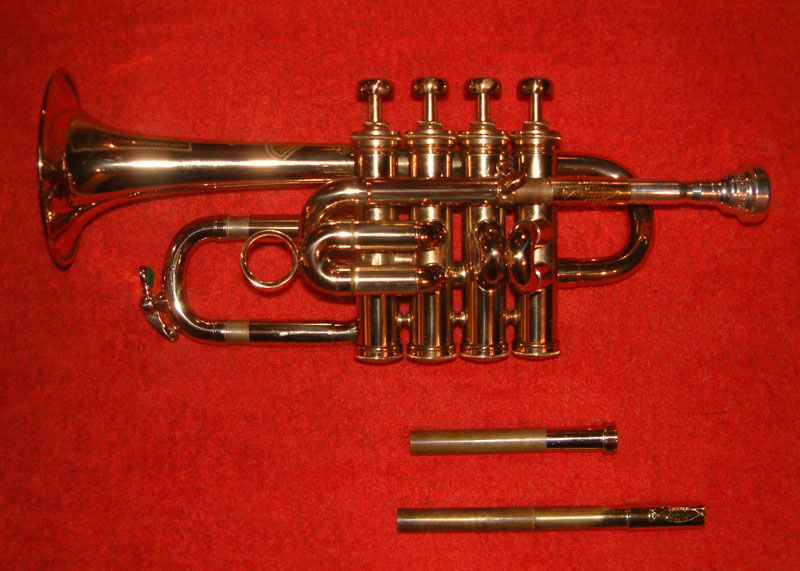
Une trompette piccolo.

La trompette actuelle la plus courante est un instrument soprano, en si{\displaystyle \flat }.
Il existe aussi des trompettes en ut (encore très utilisées par les musiciens classiques, car le son est souvent un peu plus fin, et pour l'enseignement dans les conservatoires, à partir d'un certain niveau), en ré et en mi{\displaystyle \flat } et la trompette piccolo en si{\displaystyle \flat } (souvent à quatre pistons) pour un registre plus élevé, largement utilisée dans la musique baroque. Le 4e piston de certaines trompettes piccolos sert à atteindre les notes graves de la tessiture de la trompette en descendant généralement d'une quarte.
Il existe une multitude de trompettes moins usitées : celles en sol et en fa qui sont assez proches de la trompette piccolo en si{\displaystyle \flat }.
La trompette basse est rarement utilisée en France. Son registre est sensiblement le même que celui du trombone à pistons ou de l'euphonium.

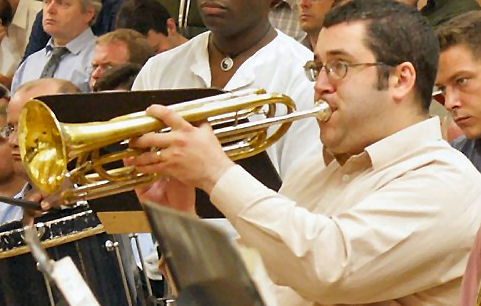
Trompette basse en ut (BBC Symphony Orchestra).

Certains orchestres spécialisés utilisent encore des trompettes baroques pour jouer des pièces de cette époque (par exemple le Messie ou la Musique pour les feux d'artifice royaux, de Haendel). Ces très longues trompettes permettant un certain chromatisme dans le registre de jeu (la première fréquence de résonance de l'instrument étant très basse, les harmoniques correspondant au registre de jeu sont assez rapprochées pour donner un quasi-chromatisme). Cependant, leur usage est assez anecdotique, ne serait-ce qu'à cause de la difficulté de jeu de ces instruments, parfois facilitée quelque peu par la perce sur des répliques d'instruments anciens d'un trou harmonique bouché ou libéré par l'instrumentiste.
Enfin, il existe quelques trompettes atypiques : trompettes à quatre pistons permettant de jouer des quarts de tons (cf. Don Ellis, Ibrahim Maalouf…), ou trompettes combinant pistons et coulisse (la Firebird de la marque Holton, etc.)… Il existe également des trompettes qui, bien qu'acoustiquement très proches d'une trompette standard, ne sont pas enroulées : la trompette héraldique appelée aussi « trompette thébaine », utilisées pour des effets de mise en scène par exemple dans la marche triomphale d'Aida, opéra de Giuseppe Verdi.
Les trompettes disposent d'une ou plusieurs clés d'eau pour évacuer le condensat d'eau produit par le souffle humide du musicien au contact du métal. 

### Trompette à barillet

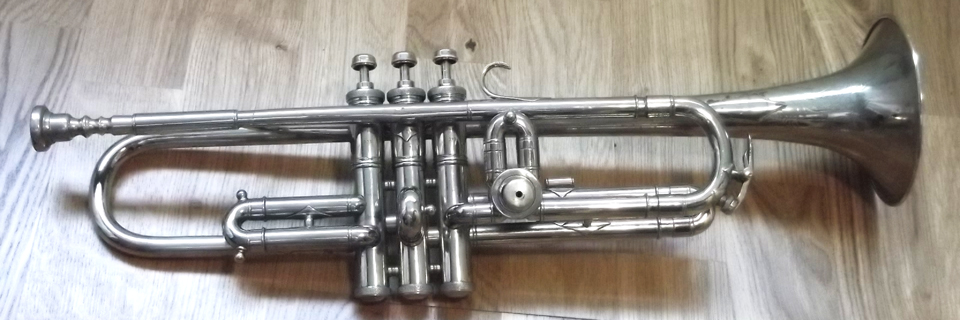
Trompette munie d'un barillet permettant de changer l'accord de l'instrument, ici, d'ut en si bémol.

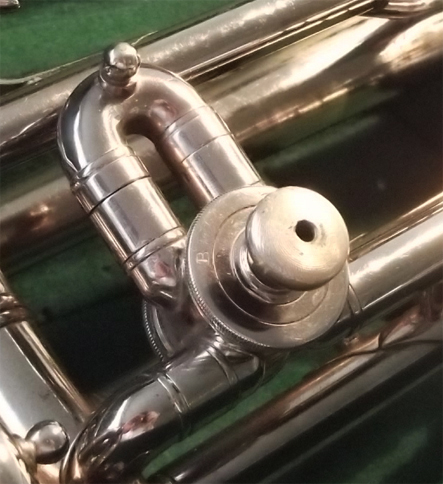
Détail d'un barillet d'une trompette.

Certaines trompettes sont munies d'un ou plusieurs barillets.
Un barillet fonctionne à l'instar d'une valve, et permet de dévier la colonne d'air d'une coulisse vers une autre, le plus souvent à l'aide d'un bouton circulaire à cran que l'on tourne sur une position ou l'autre. L'instrumentiste peut ainsi changer l'accord de sa trompette. Sur la photo ci-contre, le barillet permet de changer l'accord de l'instrument d'ut en si bémol.
S'il permet théoriquement de disposer d'une trompette à la fois en Ut et en Si bémol dans le même instrument, ce système a néanmoins une limite de justesse. En effet, la longueur des coulisses des pistons est calculée comme une fraction de la longueur totale du tube de l'instrument. Or, une trompette en Si bémol est plus longue qu'une trompette Ut, les coulisses des pistons de ces instruments doivent être différentes pour garantir des notes justes sans effort excessif du musicien sur ses lèvres. Certaines marques fabriquent, ou ont fabriqué, des trompettes transpositrices livrées avec deux jeux de coulisses de pistons pour pallier ce problème.